# 喜界町立喜界中学校
喜界町立喜界中学校（きかいちょうりつ きかいちゅうがっこう）は、鹿児島県大島郡喜界町にある町立中学校。

## 概要
喜界町立喜界中学校は、喜界町全域を校区とする公立中学校である。ほとんどの生徒は、校区内にある喜界町立喜界小学校、喜界町立早町小学校より進学する。統合前の3校と鹿児島県立喜界高等学校とは、2000年から連携して中高一貫教育を行ない、2003年より本格実施を行っていた。統合後の喜界町立喜界中学校も引き続き、連携して中高一貫教育を行っている。

## 沿革

### 経緯
喜界町立第一中学校、喜界町立第二中学校、喜界町立早町中学校が統合して創立された。

### 年表
- 2012年4月 - 喜界町立喜界中学校として開校[2]
- 2018年4月 -開校７年目を迎える。

## 教育目標
『夢・志』を持ち，自ら学ぶ意欲と考える力を備えた心豊かでたくましい生徒を育成する

## 通学区域
- 喜界町[3]

## 進学前小学校
- 喜界町立喜界小学校
- 喜界町立早町小学校